# Duje Draganja
Duje Draganja (Spalato, 27 febbraio 1983) è un ex nuotatore croato.
Ha vinto una medaglia d'argento alle Olimpiadi di Atene 2004 nei 50m stile libero.
È stato primatista mondiale dei 50m stile libero in vasca corta con 20"81, tempo che gli ha permesso di vincere i mondiali in vasca corta 2008, migliorando il precedente primato di 20"93 dello svedese Stefan Nystrand. Il record gli è stato tolto pochi mesi dopo dal sudafricano Roland Schoeman che nuotò in 20"64 ai campionati nazionali.

## Palmarès
- Olimpiadi

Atene 2004: argento nei 50m sl.
- Mondiali

Montreal 2005: argento nei 50m sl.
- Mondiali in vasca corta

Indianapolis 2004: bronzo nei 50m farfalla.
Shanghai 2006: oro nei 50m sl.
Manchester 2008: oro nei 50m sl e bronzo nei 100m sl.
- Europei

Berlino 2002: bronzo nei 100m sl.
Budapest 2006: argento nei 50m farfalla e bronzo nei 50m sl.
Eindhoven 2008: argento nei 50m sl e nella 4x100m misti.
- Europei in vasca corta

Valencia 2000: bronzo nella 4x50m misti.
Anversa 2001: bronzo nei 100m sl.
Debrecen 2007: argento nei 50m sl.
Fiume 2008: bronzo nei 50m sl e nella 4x50m sl.
Istanbul 2009: oro nei 100m misti, argento nei 50m sl e nella 4x50m sl.
- Europei giovanili

Dunkerque 2000: oro nei 50m sl e nei 100m sl.
Malta 2001: oro nei 50m sl, nei 100m sl e nei 50m farfalla.